# Christian Süss
Christian Süß, född 28 juli 1985 i Ahlen, är en tysk idrottare som tog OS-silver i herrarnas lagtävling i bordtennis 2008 i Peking tillsammans med Timo Boll och Dimitrij Ovtcharov.

## Meriter

### Olympiska meriter

#### Olympiska sommarspelen 2008
| Idrottare      | Gren   | Grundomgång          | Omgång 1             | Omgång 2                | Omgång 3                      | Omgång 4             | Kvartsfinal          | Semifinal            | Final                |
| Idrottare      | Gren   | Motståndare Resultat | Motståndare Resultat | Motståndare Resultat    | Motståndare Resultat          | Motståndare Resultat | Motståndare Resultat | Motståndare Resultat | Motståndare Resultat |
| -------------- | ------ | -------------------- | -------------------- | ----------------------- | ----------------------------- | -------------------- | -------------------- | -------------------- | -------------------- |
| Christian Süss | Singel |                      |                      | János Jakab (HUN) W 4-1 | Vladimir Samsonov (BLR) L 0-4 | Gick inte vidare     | Gick inte vidare     | Gick inte vidare     | Gick inte vidare     |